# Heinrich Wieger
Heinrich Joseph Wieger (* 14. April 1776 in Geisenheim; † 7. Dezember 1854 in Bingen) war ein hessischer Politiker und Abgeordneter der 2. Kammer der Landstände des Großherzogtums Hessen.
Heinrich Wieger, der katholischen Glaubens war, heiratete Clara geborene Kampers.
Von 1820 bis 1833 gehörte er der Zweiten Kammer der Landstände an. Er wurde in den ersten beiden Wahlperioden für den Wahlbezirk Rheinhessen 5/Nieder-Olm-Bretzenheim und in den Wahlperioden 3 bis 3 für den Wahlbezirk der Stadt Bingen gewählt. 1823 bis 1824 war er Vizepräsident der Kammer. Er vertrat liberale Positionen. 1835 bis zu seiner Pensionierung 1842 war er Kreisrat im Kreis Bingen.